# Hans Skiöldebrand
Hans Skiöldebrand, född den 26 september 1919 i Oscars församling, Stockholm stad, död 22 september 2003 i Hedvig Eleonora församling, Stockholms län, var en svensk militär. Han tillhörde ätten Skjöldebrand.

## Biografi
Skiöldebrand avlade officersexamen 1941. Han blev löjtnant vid kavalleriet 1943 och ryttmästare där 1949. Skiöldebrand genomgick Krigshögskolan 1949–1951. Han befordrades till major 1961 och till överstelöjtnant 1966. Skiöldebrand var sekundchef för Livgardesskvadronen 1961–1972, adjutant hos kungen 1961–1967, förste adjutant hos kronprinsen 1967–1972 samt hovstallmästare och chef för Konungens hovstall 1972–1984. Han blev riddare av Svärdsorden 1961 och av Vasaorden 1966. Skiöldebrand vilar på Hyltinge kyrkogård.